# (3796) Lene
(3796) Lene est un astéroïde de la ceinture principale.

## Description
(3796) Lene est un astéroïde de la ceinture principale. Il fut découvert le 6 décembre 1986 à Brorfelde par Poul Jensen. Il présente une orbite caractérisée par un demi-grand axe de 2,70 UA, une excentricité de 0,15 et une inclinaison de 6,5° par rapport à l'écliptique.

## Compléments